# Taken 3
Taken 3 (TAK3N) is een Franse (Engelstalige) actiefilm uit 2014 onder regie van Olivier Megaton. Taken 3 is zowel productie- als verhaaltechnisch een vervolg op Taken 2 uit 2012.

## Verhaal
Voormalig CIA-agent Bryan Mills wordt door zijn ex-vrouw Lenore opgezocht die hem vertelt dat ze huwelijksproblemen heeft. Later ontmoet hij Stuart, de echtgenoot van Lenore, die hem waarschuwt uit de buurt te blijven van zijn vrouw. De volgende dag krijgt Mills een sms van Leonore die hem vraagt om elkaar opnieuw te ontmoeten. Aangekomen op zijn appartement, blijkt Lenore dood te zijn. Bijna onmiddellijk verschijnen agenten van het Los Angeles Police Department die hem arresteren als verdachte voor de moord. Hij kan ontsnappen en achtervolgd door de politie en de FBI gaat Mills op zoek naar de moordenaar.

## Rolverdeling
| Acteur           | Personage             | Opmerkingen                                      |
| ---------------- | --------------------- | ------------------------------------------------ |
| Liam Neeson      | Bryan Mills           | voormalig CIA-agent                              |
| Famke Janssen    | Lenore Mills-St. John | Bryans ex-vrouw                                  |
| Maggie Grace     | Kim Mills             | dochter van Bryan en Lenore                      |
| Leland Orser     | Sam Gilroy            | voormalig collega en vriend van Bryan bij de CIA |
| Forest Whitaker  | Franck Dotzler        | LAPD-inspecteur                                  |
| Dougray Scott    | Stuart St. John       | echtgenoot van Lenore                            |
| Sam Spruell      | Oleg Malankov         | Russisch crimineel                               |
| Jon Gries        | Mark Casey            | vriend en oud-collega van Bryan                  |
| David Warshofsky | Bernie Harris         | vriend en oud-collega van Bryan                  |
| Jonny Weston     | Jimmy                 | Kims vriendje                                    |
| Don Harvey       | Garcia                | LAPD-rechercheur                                 |
| Dylan Bruno      | Smith                 | LAPD-rechercheur                                 |
| Al Sapienza      | Johnson               | LAPD-rechercheur                                 |
| Judi Beecher     | Claire                |                                                  |
| Andrew Howard    | Maxim                 | Russisch crimineel                               |

## Productie
In september 2012 had Liam Neeson nog verklaard dat er geen derde Taken-film meer zou komen. Later, in oktober meldden de scenarioschrijvers Luc Besson en Robert Mark Kamen dat ze door Fox gevraagd werden een derde deel te schrijven. In juni 2013 verklaarde Liam Neeson zich bereid om de hoofdrol voor zijn rekening te nemen en in januari 2014 werd medegedeeld dat Olivier Megaton opnieuw zou regisseren. De opnames begonnen op 29 maart 2014 in Los Angeles.
Hoewel de film een box office-succes werd, kreeg hij negatieve kritieken van de critici en matige kritieken van het publiek.